# Mistrzostwa Świata U-20 w Piłce Siatkowej Kobiet 2003
Mistrzostwa Świata U-20 Kobiet 2003 odbyły się w Tajlandii w dniach 6 - 14 września 2003. Zespoły rywalizowały w Suphanburi. W turnieju wzięło udział 16 zespołów.

## Kwalifikacje
| Nazwa imprezy                                                                       | Data przeprowadzenia  | Gospodarz                                    | Miejsc | Zakwalifikowani                               |
| ----------------------------------------------------------------------------------- | --------------------- | -------------------------------------------- | ------ | --------------------------------------------- |
| Gospodarz                                                                           | 10 lipca 2003         | Lozanna                                      | 1      | Tajlandia                                     |
| Mistrzostwa Ameryki Północnej, Środkowej i Karaibów Juniorek w Piłce Siatkowej 2002 | 13 - 19 września 2002 | Humacao                                      | 2      | Portoryko Kuba                                |
| Mistrzostwa Azji Juniorek w Piłce Siatkowej 2002                                    | 1 - 8 września 2002   | Ho Chi Minh                                  | 3      | Chiny · Chińskie Tajpej · Korea Południowa    |
| Mistrzostwa Ameryki Południowej Juniorek w Piłce Siatkowej 2002                     | 8 - 12 maja 2002      | La Paz                                       | 2      | Brazylia Wenezuela                            |
| Mistrzostwa Afryki Juniorek w Piłce Siatkowej 2002                                  | 9 - 14 września 2002  | Sidi Bou Said                                | 1      | Algieria                                      |
| Mistrzostwa Europy Juniorek w Piłce Siatkowej 2002                                  | 17 - 25 września 2002 | Zagrzeb                                      | 1      | Polska                                        |
| Europejski Turniej Kwalifikacyjny do Mistrzostw Świata U-20 Kobiet 2003             | 22 - 25 maja 2003     | Zagrzeb Braiła Bardejów Stambuł Montesilvano | 6      | Ukraina Białoruś Holandia Niemcy Turcja Rosja |
| Razem                                                                               |                       |                                              | 16     |                                               |

## System rozgrywek
W turnieju bierze udział 16 drużyn podzielonych na 4 grupy po 4 zespoły w każdej. Drużyny w grupach rozgrywają ze sobą mecze systemem każdy z każdym. Po pierwszej fazie z walki o medale odpada 1 najsłabsza drużyna z każdej grupy. Pozostałe drużyny awansują do 1/8 finału. Zwycięzcy 1/8 finału walczą systemem pucharowym o miejsca 1-8 a przegrani o miejsca 9-16.

## Drużyny uczestniczące
| Grupa A                               | Grupa B                                   | Grupa C                                      | Grupa D                     |
| ------------------------------------- | ----------------------------------------- | -------------------------------------------- | --------------------------- |
| Tajlandia Holandia Wenezuela Algieria | Rosja Korea Południowa Portoryko Białoruś | Chiny · Niemcy · Ukraina · Chińskie Tajpej · | Kuba Brazylia Polska Turcja |

## Pierwsza runda

### Grupa A
| Lp. | Drużyna   | Pkt | Mecze | Mecze | Mecze | Sety | Sety | Sety  | Małe punkty | Małe punkty | Małe punkty |
| Lp. | Drużyna   | Pkt | M     | W     | P     | wyg. | prz. | ratio | zdob.       | str.        | ratio       |
| --- | --------- | --- | ----- | ----- | ----- | ---- | ---- | ----- | ----------- | ----------- | ----------- |
| 1   | Holandia  | 6   | 3     | 3 (0) | 0 (0) | 9    | 0    | MAX   | 226         | 147         | 1.537       |
| 2   | Wenezuela | 5   | 3     | 2 (1) | 1 (0) | 6    | 6    | 1.000 | 252         | 259         | 0.973       |
| 3   | Tajlandia | 4   | 3     | 1 (0) | 2 (1) | 5    | 7    | 0.714 | 239         | 263         | 0.909       |
| 4   | Algieria  | 3   | 3     | 0 (0) | 3 (0) | 2    | 9    | 0.222 | 212         | 260         | 0.815       |

Źródło: fivb.org
Punktacja: zwycięstwo – 2 pkt; porażka – 1 pkt
Zasady ustalania kolejności: 1. liczba punktów; 2. stosunek setów; 3. stosunek małych punktów; 4. bilans w bezpośrednich meczach
     awans do ćwierćfinału
     eliminacje do ćwierćfinału
Wyniki spotkań
| Data  | Godz. | Drużyna 1 | Wynik | Drużyna 2 | 1     | 2     | 3     | 4     | 5     | Widzów | * |
| ----- | ----- | --------- | ----- | --------- | ----- | ----- | ----- | ----- | ----- | ------ | - |
| 06.09 | 11:22 | Wenezuela | 0:3   | Holandia  | 21:25 | 22:25 | 9:25  |       |       | 4000   |   |
| 06.09 | 15:32 | Tajlandia | 3:1   | Algieria  | 25:13 | 25:21 | 16:25 | 25:22 |       | 3200   |   |
| 07.09 | 11:00 | Wenezuela | 3:1   | Algieria  | 25:22 | 19:25 | 25:20 | 25:21 |       | 1200   |   |
| 07.09 | 15:30 | Tajlandia | 0:3   | Holandia  | 11:25 | 24:26 | 13:25 |       |       | 3600   |   |
| 08.09 | 11:00 | Holandia  | 3:0   | Algieria  | 25:20 | 25:9  | 25:18 |       |       | 800    |   |
| 08.09 | 15:30 | Wenezuela | 3:2   | Tajlandia | 22:25 | 19:25 | 25:17 | 25:22 | 15:11 | 2600   |   |

### Grupa B
| Lp. | Drużyna          | Pkt | Mecze | Mecze | Mecze | Sety | Sety | Sety  | Małe punkty | Małe punkty | Małe punkty |
| Lp. | Drużyna          | Pkt | M     | W     | P     | wyg. | prz. | ratio | zdob.       | str.        | ratio       |
| --- | ---------------- | --- | ----- | ----- | ----- | ---- | ---- | ----- | ----------- | ----------- | ----------- |
| 1   | Rosja            | 5   | 3     | 2 (0) | 1 (1) | 8    | 4    | 2.000 | 278         | 242         | 1.149       |
| 2   | Korea Południowa | 5   | 3     | 2 (1) | 1 (1) | 8    | 5    | 1.600 | 274         | 257         | 1.066       |
| 3   | Białoruś         | 5   | 3     | 2 (1) | 1 (0) | 7    | 6    | 1.167 | 288         | 266         | 1.083       |
| 4   | Portoryko        | 3   | 3     | 0 (0) | 3 (0) | 1    | 9    | 0.111 | 171         | 246         | 0.695       |

Źródło: fivb.org
Punktacja: zwycięstwo – 2 pkt; porażka – 1 pkt
Zasady ustalania kolejności: 1. liczba punktów; 2. stosunek setów; 3. stosunek małych punktów; 4. bilans w bezpośrednich meczach
     awans do ćwierćfinału
     eliminacje do ćwierćfinału
Wyniki spotkań
| Data  | Godz. | Drużyna 1        | Wynik | Drużyna 2        | 1     | 2     | 3     | 4     | 5     | Widzów | * |
| ----- | ----- | ---------------- | ----- | ---------------- | ----- | ----- | ----- | ----- | ----- | ------ | - |
| 06.09 | 13:10 | Korea Południowa | 3:0   | Portoryko        | 25:20 | 25:18 | 25:13 |       |       | 3000   |   |
| 06.09 | 17:40 | Białoruś         | 1:3   | Rosja            | 18:25 | 27:25 | 22:25 | 22:25 |       | 1300   |   |
| 07.09 | 13:15 | Białoruś         | 3:1   | Portoryko        | 20:25 | 25:10 | 25:9  | 25:22 |       | 2300   |   |
| 07.09 | 17:30 | Rosja            | 2:3   | Korea Południowa | 25:23 | 14:25 | 25:21 | 13:25 | 14:16 | 1300   |   |
| 08.09 | 13:00 | Rosja            | 3:0   | Portoryko        | 25:15 | 26:24 | 25:15 |       |       | 1100   |   |
| 08.09 | 18:05 | Białoruś         | 3:2   | Korea Południowa | 15:25 | 25:20 | 24:26 | 25:20 | 15:9  | 1200   |   |

### Grupa C
| Lp. | Drużyna         | Pkt | Mecze | Mecze | Mecze | Sety | Sety | Sety  | Małe punkty | Małe punkty | Małe punkty |
| Lp. | Drużyna         | Pkt | M     | W     | P     | wyg. | prz. | ratio | zdob.       | str.        | ratio       |
| --- | --------------- | --- | ----- | ----- | ----- | ---- | ---- | ----- | ----------- | ----------- | ----------- |
| 1   | Niemcy          | 6   | 3     | 3 (1) | 0 (0) | 9    | 2    | 4.500 | 263         | 219         | 1.201       |
| 2   | Chiny           | 5   | 3     | 2 (0) | 1 (0) | 6    | 3    | 2.000 | 215         | 183         | 1.175       |
| 3   | Ukraina         | 4   | 3     | 1 (0) | 2 (1) | 5    | 7    | 0.714 | 237         | 242         | 0.979       |
| 4   | Chińskie Tajpej | 3   | 3     | 0 (0) | 3 (0) | 1    | 9    | 0.111 | 200         | 246         | 0.813       |

Źródło: fivb.org
Punktacja: zwycięstwo – 2 pkt; porażka – 1 pkt
Zasady ustalania kolejności: 1. liczba punktów; 2. stosunek setów; 3. stosunek małych punktów; 4. bilans w bezpośrednich meczach
     awans do ćwierćfinału
     eliminacje do ćwierćfinału
Wyniki spotkań
| Data  | Godz. | Drużyna 1 | Wynik | Drużyna 2 | 1     | 2     | 3     | 4     | 5    | Widzów | * |
| ----- | ----- | --------- | ----- | --------- | ----- | ----- | ----- | ----- | ---- | ------ | - |
| 06.09 | 11:10 | Ukraina   | 0:3   | Chiny     | 16:25 | 20:25 | 14:25 |       |      | 165    |   |
| 06.09 | 13:00 | Niemcy    | 3:0   | Tajwan    | 25:17 | 25:21 | 26:24 |       |      | 237    |   |
| 07.09 | 11:00 | Niemcy    | 3:2   | Ukraina   | 25:20 | 22:25 | 21:25 | 25:14 | 15:8 | 300    |   |
| 07.09 | 17:35 | Tajwan    | 0:3   | Chiny     | 18:25 | 16:25 | 20:25 |       |      | 310    |   |
| 08.09 | 15:30 | Chiny     | 0:3   | Niemcy    | 16:25 | 22:25 | 27:29 |       |      | 237    |   |
| 08.09 | 18:57 | Ukraina   | 3:1   | Tajwan    | 25:21 | 25:22 | 20:25 | 25:16 |      | 183    |   |

### Grupa D
| Lp. | Drużyna  | Pkt | Mecze | Mecze | Mecze | Sety | Sety | Sety  | Małe punkty | Małe punkty | Małe punkty |
| Lp. | Drużyna  | Pkt | M     | W     | P     | wyg. | prz. | ratio | zdob.       | str.        | ratio       |
| --- | -------- | --- | ----- | ----- | ----- | ---- | ---- | ----- | ----------- | ----------- | ----------- |
| 1   | Brazylia | 6   | 3     | 3 (0) | 0 (0) | 9    | 1    | 9.000 | 244         | 205         | 1.190       |
| 2   | Polska   | 5   | 3     | 2 (0) | 1 (0) | 6    | 4    | 1.500 | 234         | 206         | 1.136       |
| 3   | Turcja   | 4   | 3     | 1 (0) | 2 (0) | 4    | 7    | 0.571 | 242         | 241         | 1.004       |
| 4   | Kuba     | 3   | 3     | 0 (0) | 3 (0) | 2    | 9    | 0.222 | 201         | 269         | 0.747       |

Źródło: fivb.org
Punktacja: zwycięstwo – 2 pkt; porażka – 1 pkt
Zasady ustalania kolejności: 1. liczba punktów; 2. stosunek setów; 3. stosunek małych punktów; 4. bilans w bezpośrednich meczach
     awans do ćwierćfinału
     eliminacje do ćwierćfinału
Wyniki spotkań
| Data  | Godz. | Drużyna 1 | Wynik | Drużyna 2 | 1     | 2     | 3     | 4     | 5 | Widzów | * |
| ----- | ----- | --------- | ----- | --------- | ----- | ----- | ----- | ----- | - | ------ | - |
| 06.09 | 15:30 | Polska    | 3:0   | Turcja    | 25:14 | 25:22 | 25:20 |       |   | 150    |   |
| 06.09 | 17:30 | Brazylia  | 3:0   | Kuba      | 25:19 | 25:21 | 25:14 |       |   | 385    |   |
| 07.09 | 13:30 | Turcja    | 3:1   | Kuba      | 25:13 | 23:25 | 25:12 | 25:22 |   | 350    |   |
| 07.09 | 15:40 | Polska    | 0:3   | Brazylia  | 22:25 | 20:25 | 21:25 |       |   | 280    |   |
| 08.09 | 11:00 | Brazylia  | 3:1   | Turcja    | 27:25 | 25:18 | 17:25 | 25:20 |   | 350    |   |
| 08.09 | 13:15 | Kuba      | 1:3   | Polska    | 17:25 | 11:25 | 25:21 | 22:25 |   | 385    |   |

## Druga runda
Wyniki spotkań
| Data  | Godz. | Drużyna 1 | Wynik | Drużyna 2 | 1     | 2     | 3     | 4     | 5     | Widzów | * |
| ----- | ----- | --------- | ----- | --------- | ----- | ----- | ----- | ----- | ----- | ------ | - |
| 10.09 | 17:45 | Niemcy    | 2:3   | Holandia  | 23:25 | 25:22 | 18:25 | 25:20 | 12:15 | 1000   |   |
| 10.09 | 18:05 | Brazylia  | 3:2   | Rosja     | 25:19 | 22:25 | 31:33 | 27:25 | 17:15 | 575    |   |

### Eliminacje do ćwierćfinału
Wyniki spotkań
| Data  | Godz. | Drużyna 1        | Wynik | Drużyna 2 | 1     | 2     | 3     | 4     | 5    | Widzów | * |
| ----- | ----- | ---------------- | ----- | --------- | ----- | ----- | ----- | ----- | ---- | ------ | - |
| 10.09 | 13:02 | Wenezuela        | 0:3   | Białoruś  | 19:25 | 18:25 | 16:25 |       |      | 1120   |   |
| 10.09 | 15:30 | Korea Południowa | 1:3   | Ukraina   | 26:24 | 18:25 | 23:25 | 18:25 |      | 1720   |   |
| 10.09 | 13:00 | Chiny            | 3:0   | Turcja    | 25:17 | 25:17 | 25:19 |       |      | 1150   |   |
| 10.09 | 15:30 | Polska           | 3:2   | Tajlandia | 25:18 | 24:26 | 25:18 | 25:27 | 15:7 | 1350   |   |

## Runda pucharowa

### Mecze o miejsca 5-8
| Data  | Godz. | Drużyna 1 | Wynik | Drużyna 2 | 1     | 2     | 3     | 4     | 5     | Widzów | * |
| ----- | ----- | --------- | ----- | --------- | ----- | ----- | ----- | ----- | ----- | ------ | - |
| 13.09 | 11:00 | Niemcy    | 3:1   | Białoruś  | 25:21 | 25:20 | 23:25 | 25:21 |       | 1000   |   |
| 13.09 | 13:10 | Rosja     | 2:3   | Ukraina   | 25:21 | 19:25 | 25:18 | 15:25 | 26:28 | 1500   |   |

### Mecz o 7. miejsce
| Data  | Godz. | Drużyna 1 | Wynik | Drużyna 2 | 1     | 2     | 3     | 4     | 5    | Widzów | * |
| ----- | ----- | --------- | ----- | --------- | ----- | ----- | ----- | ----- | ---- | ------ | - |
| 14.09 | 10:00 | Białoruś  | 3:2   | Rosja     | 26:24 | 25:18 | 18:25 | 18:25 | 15:8 | 240    |   |

### Mecz o 5. miejsce
| Data  | Godz. | Drużyna 1 | Wynik | Drużyna 2 | 1     | 2     | 3     | 4     | 5 | Widzów | * |
| ----- | ----- | --------- | ----- | --------- | ----- | ----- | ----- | ----- | - | ------ | - |
| 14.09 | 12:29 | Niemcy    | 3:1   | Ukraina   | 17:25 | 25:20 | 25:18 | 25:23 |   | 250    |   |

### Ćwierćfinały
| Data  | Godz. | Drużyna 1 | Wynik | Drużyna 2 | 1     | 2     | 3     | 4     | 5     | Widzów | * |
| ----- | ----- | --------- | ----- | --------- | ----- | ----- | ----- | ----- | ----- | ------ | - |
| 12.09 | 11:00 | Polska    | 3:1   | Niemcy    | 25:22 | 25:18 | 21:25 | 25:17 |       | 780    |   |
| 12.09 | 13:10 | Rosja     | 2:3   | Chiny     | 19:25 | 25:17 | 25:19 | 20:25 | 9:15  | 1300   |   |
| 12.09 | 17:32 | Brazylia  | 3:1   | Białoruś  | 25:17 | 25:16 | 26:28 | 25:22 |       | 1300   |   |
| 12.09 | 18:05 | Ukraina   | 2:3   | Holandia  | 20:25 | 25:20 | 22:25 | 25:17 | 11:15 | 1200   |   |

### Półfinały
| Data  | Godz. | Drużyna 1 | Wynik | Drużyna 2 | 1     | 2     | 3     | 4     | 5    | Widzów | * |
| ----- | ----- | --------- | ----- | --------- | ----- | ----- | ----- | ----- | ---- | ------ | - |
| 13.09 | 15:45 | Polska    | 1:3   | Brazylia  | 23:25 | 20:25 | 25:16 | 17:25 |      | 1350   |   |
| 13.09 | 18:10 | Chiny     | 3:2   | Holandia  | 25:17 | 25:20 | 28:30 | 20:25 | 15:4 | 2250   |   |

### Mecz o 3. miejsce
| Data  | Godz. | Drużyna 1 | Wynik | Drużyna 2 | 1     | 2     | 3     | 4 | 5 | Widzów | * |
| ----- | ----- | --------- | ----- | --------- | ----- | ----- | ----- | - | - | ------ | - |
| 14.09 | 11:00 | Polska    | 3:0   | Holandia  | 28:26 | 25:23 | 25:14 |   |   | 2300   |   |

### Finał
| Data  | Godz. | Drużyna 1 | Wynik | Drużyna 2 | 1     | 2     | 3     | 4     | 5     | Widzów | * |
| ----- | ----- | --------- | ----- | --------- | ----- | ----- | ----- | ----- | ----- | ------ | - |
| 14.09 | 13:30 | Brazylia  | 3:2   | Chiny     | 22:25 | 25:22 | 25:17 | 21:25 | 15:10 | 4000   |   |

 

MISTRZ ŚWIATA U-20 KOBIET 2003

BRAZYLIA 

## Klasyfikacja końcowa
| Miejsce | Reprezentacja    |
| ------- | ---------------- |
| złoto   | Brazylia         |
| srebro  | Chiny            |
| brąz    | Polska           |
| 4.      | Holandia         |
| 5.      | Niemcy           |
| 6.      | Ukraina          |
| 7.      | Białoruś         |
| 8.      | Rosja            |
| 9.      | Korea Południowa |
| 9.      | Tajlandia        |
| 9.      | Turcja           |
| 9.      | Wenezuela        |
| 13.     | Algieria         |
| 13.     | Chińskie Tajpej  |
| 13.     | Kuba             |
| 13.     | Portoryko        |

## Nagrody indywidualne
| Najlepsza punktująca | Najlepsza atakująca | Najlepsza blokująca | Najlepsza zagrywająca | Najlepsza rozgrywająca | Najlepsza przyjmująca | Najlepsza broniąca |
| -------------------- | ------------------- | ------------------- | --------------------- | ---------------------- | --------------------- | ------------------ |
| Manon Flier          | Fabiana Claudino    | Christiane Fürst    | Manon Flier           | Guan Jingjing          | Agata Sawicka         | Agata Sawicka      |